# Championnat du Gabon de football 1994
Navigation
Saison précédente Saison suivante
La saison 1994 du Championnat du Gabon de football est la dix-huitième édition du championnat de première division gabonaise, le Championnat National. Il se déroule sous la forme d’une poule unique avec huit formations, qui s’affrontent à deux reprises, à domicile et à l’extérieur. À l’issue du championnat, afin de permettre le passage du championnat à 12 formations, il n’y a pas de relégation et les quatre meilleures équipes de deuxième division sont promues.
C'est l’AS Sogara, triple tenant du titre, qui remporte à nouveau le championnat cette saison, après avoir terminé en tête du classement final, avec cinq points d’avance sur le Mbilinga FC et Petrosport FC. C'est le sixième titre de champion du Gabon de l'histoire du club.

## Les clubs participants
| - USM Libreville - FC 105 Libreville - AS Sogara - AS Mangasport | - Mbilinga FC - Stade d'Akébé - Promu de D2 - Petrosport FC - Delta Sports FC |

## Compétition

### Classement
| Rang | Équipe            | Pts | J  | G | N | P | Bp | Bc | Diff |
| ---- | ----------------- | --- | -- | - | - | - | -- | -- | ---- |
| 1    | AS SogaraT        | 31  | 14 |   |   |   |    |    |      |
| 2    | Mbilinga FC       | 26  | 14 |   |   |   |    |    |      |
| 3    | Petrosport FC     | 26  | 14 |   |   |   |    |    |      |
| 4    | FC 105 Libreville | 25  | 14 |   |   |   |    |    |      |
| 5    | Delta Sports FC   | 22  | 14 |   |   |   |    |    |      |
| 6    | AS MangasportC    | 16  | 14 |   |   |   |    |    |      |
| 7    | USM Libreville    | 11  | 14 |   |   |   |    |    |      |
| 8    | Stade d'AkébéP    | 10  | 14 |   |   |   |    |    |      |

|  | Champion du Gabon 1994                                                 |
|  | Qualification pour la Coupe des clubs champions africains 1995         |
|  | Qualification pour la Coupe des Coupes 1995                            |
|  | Qualification pour la Coupe de la CAF 1995                             |
|  | T : Tenant du titre C : Vainqueur de la Coupe du Gabon P : Promu de D2 |

## Bilan de la saison
| Championnat du Gabon de football 1994                             |                      |
| Champion                                                          | AS Sogara (6e titre) |
| Coupes et trophées                                                |                      |
| Vainqueur de la Coupe du Gabon 1994                               | AS Mangasport        |
| Qualifications continentales                                      |                      |
| Coupe d'Afrique des clubs champions 1995                          | Mbilinga FC          |
| Coupe des Coupes 1995                                             | AS Mangasport        |
| Coupe de la CAF 1995                                              | Petrosport FC        |
| Promotions et relégations                                         |                      |
| Promus en Championnat National                                    | Aigles Verts FC      |
| Promus en Championnat National                                    | Wongosport           |
| Promus en Championnat National                                    | Mtsa Igali FC        |
| Promus en Championnat National                                    | Ndzimba FC           |
| Relégués en Championnat du Gabon de football de deuxième division | Aucun                |